# باشگاه فوتبال اوترخت
باشگاه فوتبال اوترخت (به هلندی: FC Utrecht) باشگاه فوتبال هلندی است که در شهر اوترخت قرار دارد و هم‌اکنون در لیگ برتر فوتبال هلند بازی می‌کند.
این باشگاه در تاریخ ۱ ژوئیه ۱۹۷۰ تأسیس شده‌است.

## افتخارات
- لیگ برتر فوتبال هلند
  - قهرمانی (۱): ۵۸-۱۹۵۷
- جام حذفی فوتبال هلند
  - قهرمانی (۳):  ۱۹۸۵، ۲۰۰۳، ۲۰۰۴
  - نایب قهرمانی (۲): ۱۹۸۲، ۲۰۰۲
- سوپر جام فوتبال هلند
  - قهرمانی (۱):  ۲۰۰۴
  - نایب‌قهرمانی (۱): ۲۰۰۳